# Гатьо Стоянов
Игнат (Гатьо, Гато) Стоянов Шишков, известен и като Гато Стаеков, е български революционер, сподвижник на Васил Левски, участник в Априлското въстание, народен представител в Учредителното събрание.

## Биография
Роден е през 1836 г. в село Голема Раковица, Новоселско. Търговец на добитък. Димитър Общи създава частен революционен комитет в село Желява, чийто член е Гато Стоянов. Председател на създадения от Васил Левски революционния комитет в село Голема Раковица. Присъства на събранието на IV Панагюрски революционен окръг в местността „Оборище“ на 14 – 16 април 1876 г. Участва в Априлското въстание, заловен е и получава смъртна присъда, заменена със 101 години строг тъмничен затвор на о-в Родос. След около две години е освободен.
От 1878 до 1879 г. е член на Окръжния съвет в София и на съдебния състав на Окръжния съд. Избран за народен представител в Учредителното събрание в Търново чрез пряк вот от народа (т. нар. изборна квота), от Софийския район на Софийска губерния; вписан е като Гато Стаеков. След това участва и в I Великото народно събрание от Софийски окръг. Либерал по убеждение.
Поканен е специално от Комисията по откриването на паметника на Васил Левски в София, което се състои на 22 октомври 1895 г. Умира през 1905 г. в родното си село.

## Памет
На Гатьо Стоянов е наречена улица „Гатьо Шишков“ в квартал „Кръстова вада“ в София (Карта).